# Coppa Latina 1988 (hockey su pista)
La Coppa Latina 1988 è stata la 10ª edizione dell'omonima competizione europea di hockey su pista riservata alle squadre nazionali. Il torneo ha avuto luogo dal 21 al 23 ottobre 1988.
La vittoria finale è andata alla nazionale del Portogallo che si è aggiudicata il torneo per la sesta volta nella sua storia.

## Formula
La Coppa Latina 1988 vede la partecipazione delle nazionali della Francia, dell'Italia, del Portogallo e della Spagna. La manifestazione fu organizzata con un girone all'italiana, con gare di sola andata di 3 giornate: erano assegnati due punti per l'incontro vinto, un punto a testa per l'incontro pareggiato e zero la sconfitta. Al termine del torneo la squadra prima classificata venne proclamata vincitrice della coppa.

## Risultati
| Squadra    | Pt | G | V | N | P | GF | GS | DG  |
| ---------- | -- | - | - | - | - | -- | -- | --- |
| Portogallo | 6  | 3 | 3 | 0 | 0 | 12 | 2  | +10 |
| Italia     | 4  | 3 | 2 | 0 | 1 | 13 | 3  | +10 |
| Spagna     | 1  | 3 | 0 | 1 | 2 | 4  | 9  | -5  |
| Francia    | 1  | 3 | 0 | 1 | 2 | 5  | 20 | -15 |

| Anadia 21 ottobre 1988 | Italia | 0 – 2 | Portogallo |  |

| Anadia 21 ottobre 1988 | Francia | 3 – 3 | Spagna |  |

| Anadia 22 ottobre 1988 | Francia | 2 – 7 | Portogallo |  |

| Anadia 22 ottobre 1988 | Italia | 3 – 1 | Spagna |  |

| Anadia 23 ottobre 1988 | Francia | 0 – 10 | Italia |  |

| Anadia 23 ottobre 1988 | Portogallo | 3 – 0 | Spagna |  |